# Хакоах Маккабі Амідар
«Хакоах Маккабі Амідар» (івр. מועדון כדורגל הכח מכבי עמידר רמת גן) — ізраїльський футбольний клуб з міста Рамат-Ган, заснований 1959 року. Найбільших досягнень клуб здобув на початку свого існування, коли по два рази виграв національний чемпіонат і кубок.

## Історія
На початку ХХ століття австрійськими сіоністами був створений футбольний клуб «Хакоах» (Відень). Команда була відома серед єврейських громад по всій Європі, особливо в 1920-х роках. У 1924 і 1925 роках вони двічі відвідували британську Палестину і були прийняті єврейською громадою. Зі зростанням антисемітизму у Європі, 1934 року групою гравців «Хакоах» (Берлін) була створена у Палестині команда «Хакоах» (Тель-Авів). Команда, яка знаходилася в тяжкому стані, отримала допомогу від віденської «Аустрії», яка надіслала їй свою фіолетову форму. Завдяки цьому фіолетові кольори стали основними для «Хакоаха» і залишаються такими до нашого часу.
В 1959 році «Хакоах» об'єднався з «Маккабі» (Рамат-Ган) і отримав назву «Хакоах Маккабі». Новостворена команда здебільшого складалась із гравців «Хакоаха», але виступати переїхала до міста Рамат-Гана. У 1962 році команда вийшла до найвищого дивізіону, а вже у 1964/65 сезоні «Хакоах Маккабі» виграв чемпіонат Ізраїлю. Після цього у 1968 та 1971 роках клуб здобув і ізраїльський Кубок, а у сезоні 1972/73 свій останній великий трофей — друге чемпіонство Ізраїлю.
У 1980-х роках результати команди почали погіршуватися і в 1988 році вони вилетіла аж до третього дивізіону, хоча наприкінці сезону 1990/91 років вони повернулися до другого дивізіону. У 1994 році клуб потрапив до скандалу з договірними матчами, за що був покараний зняттям очок, штрафом та забороною на реєстрацію іноземних гравців. У 1996, 1997 і 1999 роках вони виграли Кубок Тото серед команд другого дивізіону.
Наприкінці сезону 2001/02 клуб зайняв 7-е місце в Лізі Леуміт (другий дивізіон), але були виключені з IFA через фінансові проблеми. У вересні 2002 року клуб майже припинив існування, а гроші, необхідні для виживання, стали доступними протягом останньої години, надійшовши частково з боку фанатів. Незважаючи на свої проблеми, вони виграли з першої спроби третій дивізіон, повернутись до Ліги Леуміт.
У 2005 році клуб об'єднався з командою «Маккабі Рамат Амідар», а назва клубу змінилась на «Хакоах Маккабі Амідар», через що жовтий колір «Маккабі» був доданий до форми поруч із історичним фіолетовим. В кінці свого першого сезону в своєму новому вигляді, клуб зайняв друге місце в Лізі Леуміт і вийшов до Прем'єр-ліги, куди команда повернулась вперше з 1985 року. Незважаючи на те, що клуб став передостаннім і покинув еліту, наступного року вони знову повернулись до Прем'єр-ліги. Втім і цього разу команда стала передостанньою за підсумками сезону 2008/09 , покинувши вищий дивізіон, а 2015 року опустилась і до третього дивізіону країни.

## Досягнення
- Чемпіон Ізраїлю (2 рази): 1964/65, 1972/73
- Володар Кубка Ізраїлю (2 рази): 1968/69, 1970/71
- Володар Супекркубка Ізраїлю (1 рази): 1965
- Володар другого дивізіону Кубка Тото (3 рази): 1995/96, 1996/97, 1998/99

## Відомі гравці
- Віктор Мглинець
- Талят Шейхаметов